# Foxcatcher: Priča koja je šokirala svijet
Foxcatcher: Priča koja je šokirala svijet (eng. Foxcatcher) je američka biografska drama iz 2014. godine koju je režirao Bennett Miller, a u kojoj su glavne uloge ostvarili Steve Carell, Channing Tatum i Mark Ruffalo. Scenarij za film napisali su E. Max Frye i Dan Futterman. Film je svoju svjetsku premijeru imao na filmskom festivalu u Cannesu 2014. godine gdje je bio nominiran za Zlatnu palmu i gdje je Bennett Miller osvojio nagradu za najboljeg redatelja.

## Radnja
Kada dobitnika zlatne Olimpijske medalje u hrvanju Marka Schultza (Channing Tatum) bogataš John du Pont (Steve Carell) pozove na svoje imanje kako bi mu pomogao trenirati za nadolazeće Olimpijske igre u Seulu 1988. godine, Schultz odmah pristaje nadajući se da će konačno izaći iz sjene vlastitog brata Davea (Mark Ruffalo). Vođen skrivenim namjerama, du Pont Schultzovo treniranje i „treniranje“ ostatka prvoklasnog hrvačkog tima vidi kao priliku da dobije poštovanje društva u kojem se kreće, ali i – što je puno važnije – svoje majke (Vanessa Redgrave). U početku je Mark opčinjen pažnjom koju mu du Pont pruža pa ga počne gledati kao neku vrstu očinske figure čije odobravanje mora dobivati konstantno. Iako mu u početku pruža potporu, du Pontova kompleksna osobnost uskoro se mijenja i on Marka uvodi u nezdravi svijet koji ugrožava njegovu karijeru. Njegovo ponašanje i okrutne psihološke igre uskoro počnu ugrožavati Markovo ionako poprilično nestabilno samopouzdanje. U međuvremenu, du Pont je fiksiran na Davea koji mu ne popušta i vjeruje da postoje stvari koje novac ne može kupiti. Uz rastuću du Pontovu paranoju i razdvojenost dvojice braće, ovaj trio uskoro kreće prema tragediji koju nitko nije mogao predvidjeti...

## Glumačka postava
- Steve Carell kao John Eleuthère du Pont
- Channing Tatum kao Mark Schultz; glumac Tatum je izjavio da mu je ova uloga bila "najteža u mojoj glumačkoj karijeri do danas".[1]
- Mark Ruffalo kao Dave Schultz, du Pontov dugogodišnji prijatelj i osvajač zlatne Olimpijske medalje u hrvanju.
- Vanessa Redgrave kao Jean Liseter Austin du Pont, Johnova majka[2]
- Sienna Miller kao Nancy Schultz, Daveova supruga[2]
- Anthony Michael Hall kao du Pontov asistent[1]
- Guy Boyd kao Henry Beck
- Brett Rice kao Fred Cole
- Samara Lee kao Danielle Schultz
- Jackson Frazer kao Alexander Schultz
- Jane Mowder kao Rosie
- Daniel Hilt kao Robert Garcia
- Lee Perkins kao desetar Daly

## Produkcija
Redatelj Bennett Miller započeo je razvijati projekt još 2006. godine. Megan Ellison je sufinancirala film uz pomoć kompanije Sony Pictures Classics, a producirala ga je skupa s Millerom i Anthonyjem Bregmanom za vlastitu kompaniju Annapurna Pictures. Službeni svjetski distributer filma je kompanija Sony Pictures Classics.
Snimanje filma započelo je u gradskom području Pittsburgha dana 15. listopada 2012. godine blizu Sewickleyja, država Pennsylvania uključujući Sewickley Heights i Edgeworth. Velika rezidencija iz 1899. godine Wilpen Hall poslužila je kao lokacija za du Pontovo veliko imanje u Philadelphiji imena Foxcatcher farma. Film se također snimao u Rectoru, Ligonier Townshipu, McKeesportu, White Oaku i Connoquenessingu. Produkcijska ekipa tražila je dopuštenje za snimanje u osnovnoj školi West Mifflin u državi Pennsylvania. U prosincu 2012. godine snimalo se u Washingtonu, Oaklandu te na kalifornijskom sveučilištu. Snimanje filma završilo je krajem siječnja 2013. godine. Scene eksterijera snimane su u Morven parku i na imanju Leesburg u državi Virginia.

## Kritike
Film Foxcatcher: Priča koja je šokirala svijet pobrao je hvalospjeve filmskih kritičara od kojih su mnogi hvalili uloge Stevea Carella, Channinga Tatuma i Marka Ruffala. Na popularnoj internetskoj stranici Rotten Tomatoes film ima 91% pozitivnih ocjena temeljenih na 44 zaprimljene kritike uz prosječnu ocjenu 8.5/10. Na drugoj internetskoj stranici Metacritic koja se također bavi prikupljanjem filmskih kritika, film ima prosječnu ocjenu 91/100 temeljenu na 11 zaprimljenih kritika.
Justin Chang iz časopisa Variety hvalio je film i napisao: "Steve Carell, Mark Ruffalo i Channing Tatum odradili su savršene uloge u Millerovoj snažnoj i potresnoj istinitoj kriminalističkoj sagi". Eric Kohn iz Indiewirea također je napisao pozitivnu kritiku u kojoj je najviše hvalio glumu Carella i Tatuma. Donald Clarke iz The Irish Times nahvalio je Millerovu režiju uz opasku: "Miller na izvrstan način prikazuje psihopatstvo i moralnu dekadenciju tamo gdje takvo nešto ne bi očekivali - u olimpijskom hrvanju." Todd McCarthy iz The Hollywood Reportera hvalio je Carellovu glumu nazvavši je "uspjehom karijere".
S druge strane, Budd Wilkins iz časopisa Slant dao je filmu negativnu ocjenu uz opasku da film "ne nudi ništa važno ili kompleksno u vezi du Pontove patologije".

## Vanjske poveznice
- Foxcatcher: Priča koja je šokirala svijet u internetskoj bazi filmova IMDb-a